# Дёшниц
Дёшниц (нем. Döschnitz) — община в Германии, в земле Тюрингия. 
Входит в состав района Заальфельд-Рудольштадт. Подчиняется управлению Миттлерес Шварцаталь.  Население составляет 274 человека (на 31 декабря 2010 года). Занимает площадь 6,28 км².